# Satoru Shibata
Satoru Shibata (Giappone, 4 settembre 1962) è un dirigente d'azienda giapponese, presidente e direttore operativo (COO) di Nintendo Europa, suddivisione europea della casa videoludica giapponese Nintendo.
Inoltre dopo la morte dell'ex CEO di Nintendo Satoru Iwata è apparso in vari Nintendo Direct dedicati al pubblico europeo. Inoltre Nintendo ha creato un Mii speciale in suo onore, chiamato appunto Shibata.